# Болдер (Монтана)
Болдер (енгл. Boulder) град је у америчкој савезној држави Монтана.

## Демографија
По попису из 2010. године број становника је 1.183, што је 117 (-9,0%) становника мање него 2000. године.
| Група             | 2000.         | 2010.         |
| Белци             | 1.216 (93,5%) | 1.081 (91,4%) |
| Афроамериканци    | 3 (0,2%)      | 0 (0,0%)      |
| Азијати           | 9 (0,7%)      | 5 (0,4%)      |
| Хиспаноамериканци | 15 (1,2%)     | 34 (2,9%)     |
| Укупно            | 1.300         | 1.183         |